# Achilles Pirminius Gasser

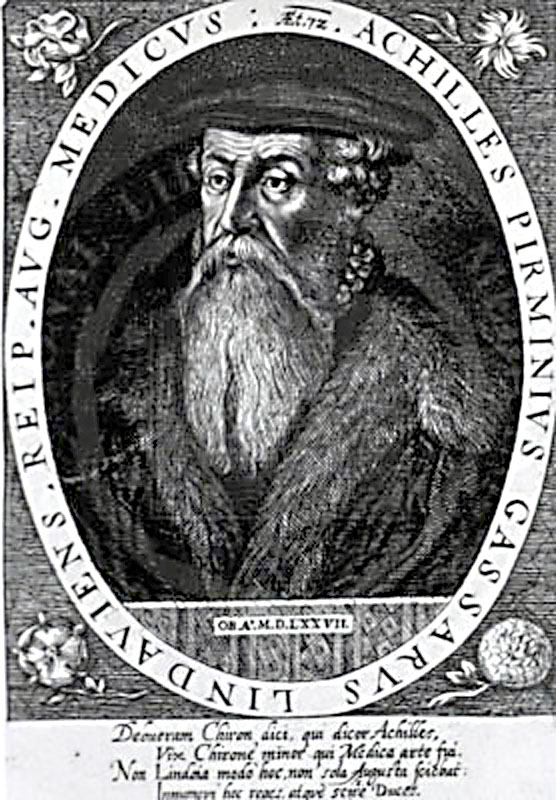
Achilles Pirminius Gasser

Achilles Pirmin(ius) Gasser, auch Achilles Pirmin(i)us Gassarus (* 3. November 1505 in Lindau; † 4. Dezember 1577 in Augsburg), war ein deutscher Historiker, Arzt, Medizinschriftsteller und Astrologe.

## Leben
Geboren als Sohn des Scherers und Chirurgen sowie späteren Leibarztes von Maximilian I., Ulrich Gasser, und dessen Frau Ursula (geb. von Randeck), erhielt er seinen ersten Unterricht an der Lateinschule Schlettstadt und in Lindau. Bald bekam er Kontakt zu Urbanus Rhegius, der ihn mit der Physik und den Reformationsgedanken Martin Luthers vertraut machte. Um diese Ideen näher kennenzulernen, begab er sich 1522 an die Universität Wittenberg, bezog dort die philosophische Fakultät, beschäftigte sich dort mit den alten Sprachen und liebäugelte auch mit der Medizin.
Vor allem besuchte er die Vorlesungen Luthers und Philipp Melanchthons. 1525 begab er sich an die Universität Wien, wo er mit Wolfgang Lazius, dem Sohn seines Lehrers Simon Lazius, enge Freundschaft schloss. Dieser beschäftigte sich intensiv mit Medizin und der Geschichtsforschung. In jenem Kreise stark angeregt, spezialisierte sich Gasser auf ein Studium der Medizin. Dazu begab er sich an die Universität Montpellier (immatrikuliert am 12. Dezember 1527) und an die Universität Avignon. Zum Doktor der Medizin wurde er am 30. September 1528 an der Universität Orange promoviert. Anschließend arbeitete er als Arzt in Feldkirch und zog 1546 nach Augsburg, wo er bis zu seinem Lebensende wirkte.
Gasser war einer der Autoren der Augsburger Annalen. Seine umfangreichen Interessen schlagen sich in einem intensiven Briefwechsel nieder, von dem nur 25 Exemplare geblieben sind. Ebenfalls erhalten sind seine Rezeptsammlung sowie seine mehrfach aufgelegten Abhandlungen über die Pest und über die Apothekerordnung. Er war beteiligt an Sebastian Münsters Cosmographia. Dort beschrieb er die Städte Feldkirch, Chur, Lindau sowie Augsburg. Er zeichnete für dieses Werk auch eine Karte des Allgäus. Zusätzlich beschäftigte er sich mit astrologischen Themen, verfasste einen astronomischen Abriss über die Erdkugel, bearbeitete das Evangelienbuch von Otfried von Weißenburg, das er um ein Wörterbuch erweiterte. Sein historisches Werk „Historiarum et chronicorum mundi epitome“ wurde auf den Index gesetzt, da er sich für Matthias Flacius darin eingesetzt hatte.
Laut der Nicolaus-Copernicus-Biographie von Pierre Gassendi aus dem Jahr 1654 hatte Gasser Kenntnis von dessen 1543 veröffentlichtem Hauptwerk De revolutionibus orbium coelestium und war ein früher Anhänger von dessen Weltbild.
Teile der umfangreichen Bibliothek Gassers bewahrt heute der Vatikan auf. In der Wissenschaftlichen Stadtbibliothek Mainz bilden rund 50 Exemplare aus der Provenienz Gassers einen wichtigen Teil innerhalb des Restbestands der Bibliotheca Palatina, Heidelberg. Sie werden im Rahmen der Provenienzerschließung der Rara erfasst und sind über den OPAC recherchierbar.

## Werkauswahl
- „Ainfeltiger und gegrünter bericht wie mennigklich sich in Pestilentzischen übergang mit artzneyen und anderen lybsnot halten, bewaren und genören soll“, Nürnberg 1544
- „Undericht wider der pestilenz…“, Nürnberg 1564
- „Historia altera de gestione foetus mortui“ in R. Dodonnäus Seltene Beispiele ärztlicher Beobachtungen, Köln 1581
- „Historiarum et chronicorum mundi epitome“
- „Aphorismorum Hippocratis methodus nova…“, St Gallen 1584
- Rezepte in „Curationes et Observatines medicinales“, Ulm von G. H. Welsch, Ulm 1668
- „Beschreibung und Abnehmen über den Cometen, so im Herbst des 1532 jar… erschienen ist“, Lindau 1532